# L'altra mammella delle vacche amiche
L'altra mammella delle vacche amiche è un romanzo-autobiografia del 2015 dello scrittore italiano Aldo Busi.

## Contenuti
L'altra mammella delle vacche amiche, uscito a pochi mesi di distanza da Vacche amiche, è la seconda autobiografia dello scrittore. Non rappresenta né la continuazione né una revisione di Vacche amiche ma una trasposizione della storia narrata nel primo volume nella forma del romanzo.
Tre vecchi amici dell’autore, attratti più dall’amore fisico che da quello intellettuale che lui propone, lo coinvolgono inconsapevolmente in una vicenda oscura.

## Edizioni
- Aldo Busi, L'altra mammella delle vacche amiche (un'autobiografia non autorizzata), Venezia, Marsilio Editore, 2015, ISBN 9788831723411.